# Соляной рыбный двор
Соляно́й ры́бный двор — древнее торговое сооружение Белого города Москвы (Ивановской горки).
Двор находился на углу нынешней Солянки и улицы Забелина и примыкал к Ивановскому монастырю. Одно из крупнейших каменных зданий Москвы XVI—XVII веков. Соляной рыбный двор был разобран в связи со строительством ныне существующего доходного дома, занявшего всю его обширную территорию.
Соляной рыбный двор дал название современной Солянке, которая также называлась большой улицей к Яузским воротам. Название Солянка встречается на старинных планах ещё и в качестве названия современной улицы Забелина. Улицы и переулки в старину имели по нескольку названий, что также зафиксировано на планах разного времени.

## История
Соляной рыбный двор был построен в XVI—XVII веках. Он служил для хранения и торговли солью, поташем (поташ достаточно широко использовался в кондитерском производстве, особенно при выпечке пряников), а также солёной рыбой. Торговый ансамбль имел внутренний двор, обстроенным складами — «амбарами» и лавками. Главные въездные ворота отмечала высокая башня с караульней, а рядом были другие, малые ворота. Между воротами находилась церковная лавка Ивановского монастыря. Снаружи Соляной двор не имел на первом этаже окон — для защиты от воровства.
Амбары Соляного двора были устроены со сводами, опиравшимися на мощные столбы. На одном из планов они изображены квадратными, а на другом — круглыми. Торговые лавки имели отдельные входы. Лавки, расположенные во внутреннем дворе, были отделены друг от друга толстыми стенками, а лавки со стороны улицы отделялись тонкими стенками.

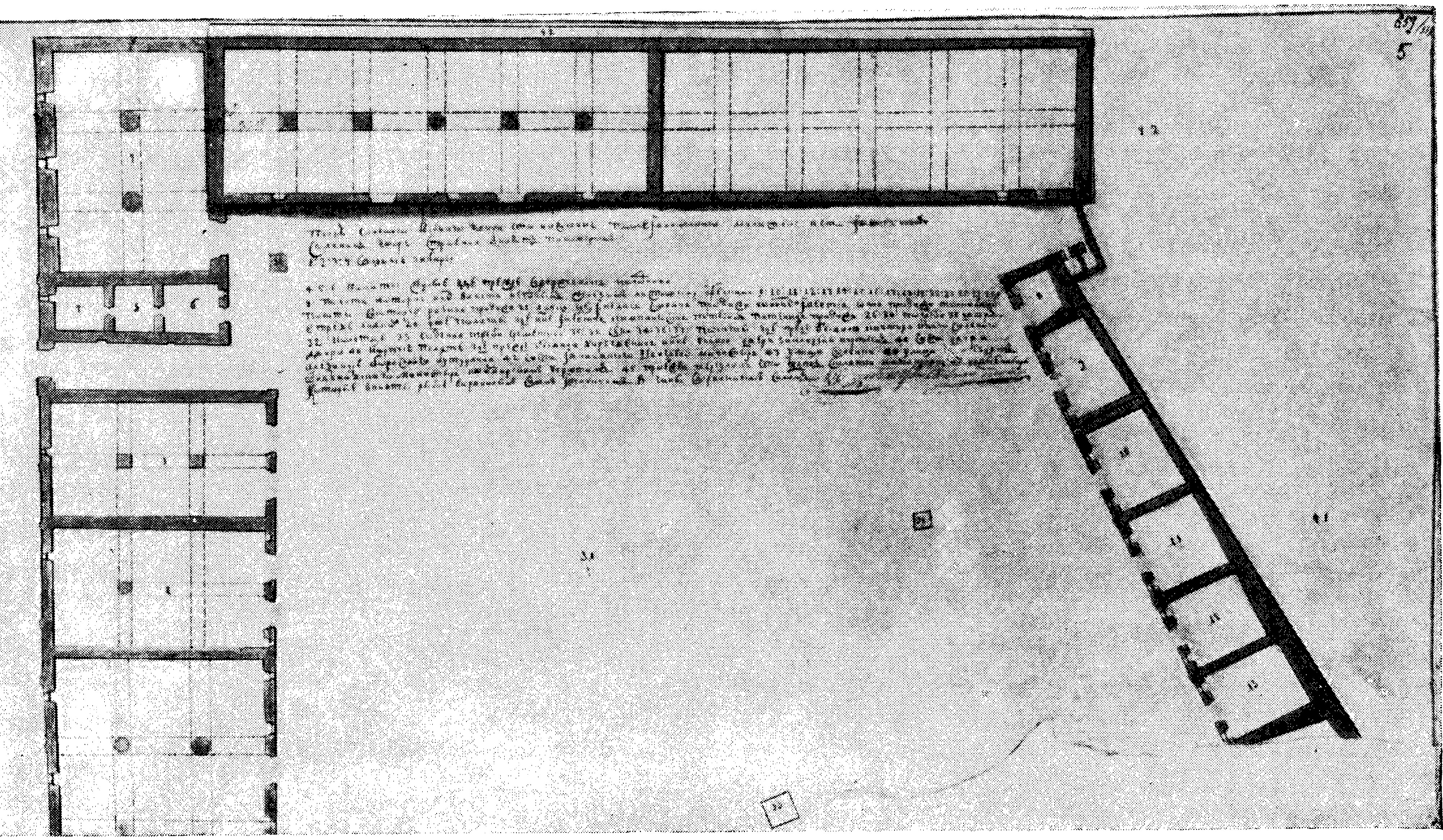
Проект перестройки Соляного рыбного двора Д. В. Ухтомского. 1756 год. РГАДА.

В 1756 году Д. В. Ухтомский вместе с проектом строительства здания соляных амбаров на Ильинке составил проект перестройки Соляного рыбного двора на Солянке. Проект на Ильинке осуществлён не был, была ли осуществлена перестройка Соляного рыбного двора, неизвестно.
Перестроенные и обветшавшие постройки Соляного двора были разобраны в 1913 году. На их месте построен многоэтажный доходный дом в стиле неоклассицизма, существующий поныне. Дом и его трёхэтажные подвалы окутаны легендами. Их зачастую связывают с якобы сохранившимися подвалами Соляного двора, что, тем не менее, представляется маловероятным — старые фундаменты наверняка не смогли бы выдержать современный дом.
Интересно, что во время рытья котлована под будущим дом был найден клад:
«В 1913 году во дворе строившегося дома Московского купеческого общества на глубине свыше 2 метров был найден клад в глиняном горшке (13 фунтов 81 золотник — приблизительно это составляет 9 тысяч экземпляров копеек времени Ивана IV, Фёдора Ивановича, Бориса Фёдоровича). Клад был осмотрен Археологической комиссией и возвращён находчику.»